# Altandhu
Altandhu is een zeer klein gehucht op de westelijke oevers van het schiereiland Coigach in de buurt van Achiltibuie in Ross and Cromarty in de Schotse Hooglanden.
Rond 1880 had Altandhu een populatie van 120, rond 1930 was het gehucht verlaten. In 2001 waren er nog vijf bewoners.